# Sidirochóri (Kastoriá)
Sidirochóri, en grec moderne : Σιδηροχώρι, est un village du dème de Kastoriá, district régional de Kastoriá, en Macédoine-Occidentale, Grèce.
Selon le recensement de 2011, la population du village compte 82 habitants.